# Étienne (singolo)
Étienne è il primo singolo pubblicato dall'artista francese Guesch Patti, estratto dal suo album di debutto, Labyrinthe. Scritto da Guesch Patti e Vincent Bruley, il brano è stato un enorme successo in Francia e in molti altri paesi d'Europa, specie in Italia.
Al pari della canzone Kobra di Donatella Rettore, le allusioni non proprio velate alla fellatio che costituiscono il testo della canzone sono chiarite dal fatto che in francese il nome proprio maschile Étienne è uno dei nomignoli del pene.

## Accoglienza
Secondo l'esperto di French Chart Elia Habib, il successo di questa canzone deriva da un'alchimia tra diversi componenti: "la voce di Guesch Patti in primo luogo, che rende l'interpretazione molto provocatoria, alternando gemiti sensuali e grida appassionate, il testo ovviamente ricco di suggestive sonorità, la musica, che gioca un ruolo importante nella riuscita della canzone e nella produzione del testo, il ritmo felino dell'introduzione fino alla corda tesa della chitarra elettrica, e il videoclip, che è di un estetismo erotico ben supportato da una coreografia eccitante".

## Il video
Il videoclip di Étienne alla sua uscita nel 1987 generò notevole scandalo e polemica. Nel video, infatti, la cantante Guesch Patti si esibisce in uno striptease, alla fine del quale l'interprete rimane con indosso soltanto una tuta trasparente, oscurata nelle zone intime. Nelle sequenze iniziali del video vengono mostrate anche alcune esplicite sequenze di un rapporto sessuale.  Il video non fu trasmesso dai canali tematici francesi (tranne Canal+), compreso MTV, o al massimo, passato soltanto la notte. Completamente girato in bianco e nero (salvo gli ultimi secondi del brano, in cui la scena si "colora"), il video ha anche il merito di mettere in mostra le qualità di ballerina di Guesch Patti.

## Tracce
7" single
- Lato A: Étienne – 4:09
- Lato B: Un espoir – 4:00

12" maxi
- Lato A:

1. Étienne – 5:39 – remix club

- Lato B:

1. Étienne – 4:09 – versione originale
2. Étienne – 4:09 – versione inglese

12" maxi (Stati Uniti)
- Lato A:

1. Étienne – 6:55 – 12" vocal
2. Étienne – 4:12 – a cappella

- Lato B:

1. Étienne – 4:14 – album cut
2. Étienne – 4:26 – strumentale

Il brano, nella versione Remix Club è anche presente nel lato B del successivo 12" Let Be Must the Queen.

## Successo commerciale
Il singolo rimase nella Top 50 francese per 23 settimane dal 14 novembre 1987 al 16 aprile 1988, raggiungendo la vetta dal 2 al 30 gennaio 1988.
Étienne ottenne il premio francese "Vincent Scotto" nel 1987, nonché il disco d'oro nel 1988 dalla Syndicat national de l'édition phonographique, l'associazione discografica francese, per aver venduto il minimo di 500 000 copie. Il sito web Infodisc ha calcolato che il disco si trova alla 385ª posizione della classifica dei dischi più venduti in Francia nella storia.

## Classifiche
| Classifica (1987-1988) | Posizione massima |
| ---------------------- | ----------------- |
| Austria                | 6                 |
| Paesi Bassi            | 29                |
| Francia                | 1                 |
| Germania               | 9                 |
| Italia                 | 1                 |
| Svizzera               | 3                 |